# Doctor Thorne
Doctor Thorne, es una miniserie de televisión de producción británica transmitida del 6 de marzo del 2016 hasta el 20 de marzo del 2016 por medio de la cadena ITV. La miniserie está basada en "Doctor Thorne", la novela victoriana de Anthony Trollope.

## Historia
La historia gira en torno al doctor Thomas Thorne y su relación con los Gresham (una familia con una gran deuda y a punto de perder su hogar "Greshamsbury"). Pronto su sobrina Mary Thorne y el joven Frank Gresham (quienes crecieron juntos), se enamoran perdidamente, sin embargo ambos deben luchar contra su madre Lady Arabella Gresham y su tía la condesa de Courcy, quienes se oponen totalmente a dicha relación, ya que esperan que Frank se case con una rica heredera para salvar a su familia de las deudas. Sin embargo él se rehúsa y lucha por su amor hacia Mary.
Poco después de la muerte de Sir Louis, se revela que Mary era la heredera de una gran fortuna y nueva dueña de "Boxall Hill" y "Greshamsbury Estate", ya que era la hija del difunto Henry Thorne y de Mary Scatcherd (la hermana del rico magnate Sir Roger Scatcherd). Cuando Lady Arabella descubre esto, se disculpa con Mary por haberla tratado mal y finalmente le permite a su hijo Frank casarse con ella.
Por otro lado la manipuladora Lady Alexandrina de Courcy engaña a su prima Lady Augusta Gresham para que rechace la propuesta de matrimonio de Mortimer Gazebee y termina comprometiéndose con él, lo que deja furiosa a Augusta.
Mientras que Lady Beatrice Gresham se compromete con Caleb Oriel, y la rica americana Miss Martha Dunstable comienza a mostrar interés por el doctor Thorne.

## Personajes[1]

### Personajes principales
| Actor            | Personaje                  | Episodios | Duración |
| ---------------- | -------------------------- | --------- | -------- |
| Tom Hollander    | Dr. Thomas Thorne          | 3         | 2016     |
| Stefanie Martini | Lady Mary Thorne-Gresham   | 3         | 2016     |
| Harry Richardson | Frank Gresham              | 3         | 2016     |
| Rebecca Front    | Lady Arabella Gresham      | 3         | 2016     |
| Richard McCabe   | Frank Gresham, Snr.        | 3         | 2016     |
| Nell Barlow      | Lady Beatrice Gresham      | 3         | 2016     |
| Gwyneth Keyworth | Lady Augusta Gresham       | 3         | 2016     |
| Phoebe Nicholls  | Condesa de Courcy          | 3         | 2016     |
| Tim McMullan     | Earl de Courcy             | 3         | 2016     |
| Kate O'Flynn     | Lady Alexandrina de Courcy | 3         | 2016     |
| Ian McShane      | Sir Roger Scatcherd        | 2         | 2016     |
| Edward Franklin  | Sir Louis Scatcherd        | 2         | 2016     |
| Janine Duvitski  | Lady Scatcherd             | 3         | 2016     |
| Alison Brie      | Miss Martha Dunstable      | 3         | 2016     |

### Personajes secundarios
| Actor             | Personaje        | Episodios | Duración |
| ----------------- | ---------------- | --------- | -------- |
| Tom Bell          | Lord Porlock     | 3         | 2016     |
| Cressida Bonas    | Patience Oriel   | 2         | 2016     |
| Alex Price        | Rev. Caleb Oriel | 2         | 2016     |
| Nicholas Rowe     | Mortimer Gazebee | 2         | 2016     |
| Danny Kirrane     | Mr. Moffatt      | 2         | 2016     |
| Ben Moor          | Cossett          | 2         | 2016     |
| Jane Guernier     | Janet Thacker    | 2         | 2016     |
| Sean Cernow       | Jonah            | 2         | 2016     |
| Edward Cartwright | Footman          | 2         | 2016     |
| Tim Wallers       | Henry Thorne     | 1         | 2016     |
| David Sterne      | Mr. Romer        | 1         | 2016     |

## Episodios
La miniserie estuvo conformada por 3 episodios.

## Producción
La miniserie contó con el director Niall MacCormick, y el escritor Julian Fellowes (creador de la serie Downton Abbey).
En la producción contó con la participación de Ted Childs y Helen Gregory, y de los productores ejecutivos Julian Fellowes, Christopher Kelly, Mark Redhead, Harvey Weinstein y Negeen Yazdi. La cinematografía estuvo a cargo de Jan Jonaeus, mientras que la edición estuvo en manos de Guy Bensley y Jamie Trevill.
La música estuvo a cargo del compositor Ilan Eshkeri.
La compañía productora "Hat Trick Productions" fue la encargada de distribuir la miniserie.
La miniserie fue filmada en Tyntesfield House and Estate, Wraxall, Somerset (para el exterior del Boxall Hill), Osterley Park, Isleworth, Middlesex y en West Wycombe House, West Wycombe Park, West Wycombe, Buckinghamshire (para los interiores del Greshamsbury Park), en Castle Combe, Wiltshire y Lacock, Wiltshire en Inglaterra, Reino Unido.

### Emisión en otros países
| País           | Título    | Cadenas/Línea | Fecha de Inicio    | Fecha de Finalización |
| -------------- | --------- | ------------- | ------------------ | --------------------- |
| Estados Unidos | -         | -             | 20 de mayo de 2016 | -                     |
| México         | Paramount | -             | 2016               | -                     |